# Ніколаєвка (аеродром)
Ніколаєвка — військовий аеродром в Приморському краї. На аеродромі базується авіація Тихоокеанського флоту Росії - протичовнова авіаційна ескадрилья з літаками Іл-18, Іл-38 і протичовнова корабельна ескадрилья з гелікоптерами Ка-27, Мі-8

## Історія
На аеродромі до 2009 базувався 289-й окремий змішаний протичовновий авіаполк 